# Sara Hossain
Sara Hossain és una advocada del Tribunal Suprem de Bangladesh, directora executiva honoraria de la Bangladesh Legal Aid and Serveis Trust (BLAST), activista i advocada per als drets de l'home reconeguda mundialment. Va desenvolupar un paper clau al projecte de legislació sobre la violència a les dones, que va esdevenir llei l'any 2010. És coneguda per haver desafiat la violència de les fàtues, quan són emeses per infligir càstigs degradants i violents envers dones i nenes. S'oposa al test de virginitat conegut com «la prova dels dos dits», que s'utilitza en casos de violació i agressió sexual, i a la utilització del vel forçat en les dones. L'any 2016 fou guardonada pel departament d'Estat dels Estats Units amb el premi Internacional Dona Coratge.